# Etterbeek
Etterbeek je jedna od 19 dvojezičnih općina u Regiji glavnoga grada Bruxellesa u Belgiji. Graniči s općinama Grad Bruxelles, Ixelles (Elsene), Auderghem (Oudergem), Woluwe-Saint-Pierre (Sint-Pieters-Woluwe), Woluwe-Saint-Lambert (Sint-Lambrechts-Woluwe) i Schaerbeek (Schaarbeek).

## Povijest
Prema legendi, ovdje je u 8. stoljeću crkvu osnovala Gertruda, kćer Pipina Malog. Godine 1138., prvi put se u sadašnjem obliku spominje ime ovog mjesta. U srednjem vijeku je ovo bio zaselak koji je većinom bio neovisan od Bruxellesa. Godine 1489., saski vojvoda Albert uništava selo u borbi protiv pobunjenika koji su se borili protiv cara Maksimilijana. Godine 1580., selo je još jedanput uništeno, ovaj put u Reformaciji.
Godine 1673., Etterbeek biva proglašen barunstvom od strane Karla II. i postaje nezavisan od Sint-Genesius-Rodea. Prvi barun bio je don Diego-Henriquez de Castro, rizničar nizozemske vojske. Za vrijeme francuske vlasti, Etterbeek postaje općina unutar kantona Sint-Stevens-Woluwe (Woluwe-Saint-Etienne). Od tada, a posebno nakon Belgijske revolucije, stanovništvo mjesta ubrzano raste. Za vrijeme vladavine Leopolda II. početkom 20. stoljeća, mjesto dobiva današnji moderni izgled.

## Vanjske poveznice
- (fr.)(nizoz.)Službena stranica općine